# La Frénaye
La Frénaye és un municipi francès situat al departament del Sena Marítim i a la regió de Normandia. L'any 2007 tenia 1.779 habitants.

## Demografia

### Població
El 2007 la població de fet de La Frénaye era de 1.779 persones. Hi havia 674 famílies de les quals 128 eren unipersonals (62 homes vivint sols i 66 dones vivint soles), 253 parelles sense fills, 271 parelles amb fills i 22 famílies monoparentals amb fills.
La població ha evolucionat segons el següent gràfic:
Habitants censats

### Habitatges
El 2007 hi havia 710 habitatges, 682 eren l'habitatge principal de la família, 5 eren segones residències i 22 estaven desocupats. 644 eren cases i 57 eren apartaments. Dels 682 habitatges principals, 480 estaven ocupats pels seus propietaris, 198 estaven llogats i ocupats pels llogaters i 5 estaven cedits a títol gratuït; 20 tenien una cambra, 22 en tenien dues, 71 en tenien tres, 206 en tenien quatre i 363 en tenien cinc o més. 537 habitatges disposaven pel capbaix d'una plaça de pàrquing. A 281 habitatges hi havia un automòbil i a 349 n'hi havia dos o més.

### Piràmide de població
La piràmide de població per edats i sexe el 2009 era:
| Homes | Edats   | Dones |
| ----- | ------- | ----- |
| 0     | 95 o +  | 0     |
| 4     | 90 a 94 | 0     |
| 0     | 85 a 89 | 8     |
| 4     | 80 a 84 | 12    |
| 16    | 75 a 79 | 24    |
| 16    | 70 a 74 | 8     |
| 40    | 65 a 69 | 44    |
| 56    | 60 a 64 | 40    |
| 52    | 55 a 59 | 64    |
| 72    | 50 a 54 | 56    |
| 56    | 45 a 49 | 64    |
| 64    | 40 a 44 | 64    |
| 48    | 35 a 39 | 60    |
| 60    | 30 a 34 | 56    |
| 52    | 25 a 29 | 44    |
| 36    | 20 a 24 | 24    |
| 52    | 15 a 19 | 68    |
| 80    | 10 a 14 | 36    |
| 56    | 5 a 9   | 56    |
| 44    | 0 a 4   | 28    |

## Economia
El 2007 la població en edat de treballar era de 1.120 persones, 827 eren actives i 293 eren inactives. De les 827 persones actives 772 estaven ocupades (422 homes i 350 dones) i 54 estaven aturades (24 homes i 30 dones). De les 293 persones inactives 121 estaven jubilades, 75 estaven estudiant i 97 estaven classificades com a «altres inactius».

### Ingressos
El 2009 a La Frénaye hi havia 730 unitats fiscals que integraven 1.982,5 persones, la mediana anual d'ingressos fiscals per persona era de 20.311 €.

### Activitats econòmiques
Dels 49 establiments que hi havia el 2007, 1 era d'una empresa alimentària, 1 d'una empresa de fabricació de material elèctric, 5 d'empreses de fabricació d'altres productes industrials, 6 d'empreses de construcció, 11 d'empreses de comerç i reparació d'automòbils, 1 d'una empresa de transport, 4 d'empreses d'hostatgeria i restauració, 1 d'una empresa d'informació i comunicació, 3 d'empreses immobiliàries, 10 d'empreses de serveis, 3 d'entitats de l'administració pública i 3 d'empreses classificades com a «altres activitats de serveis».
Dels 11 establiments de servei als particulars que hi havia el 2009, 1 era un taller de reparació d'automòbils i de material agrícola, 2 guixaires pintors, 3 electricistes, 1 perruqueria, 3 restaurants i 1 saló de bellesa.
Dels 3 establiments comercials que hi havia el 2009, 1 era un supermercat, 1 una botiga de més de 120 m² i 1 una botiga de menys de 120 m².
L'any 2000 a La Frénaye hi havia 15 explotacions agrícoles que ocupaven un total de 528 hectàrees.

## Equipaments sanitaris i escolars
L'únic equipament sanitari que hi havia el 2009 era una farmàcia.
El 2009 hi havia 1 escola maternal i 1 escola elemental.

## Poblacions més properes
El següent diagrama mostra les poblacions més properes.